# Sens i nominat

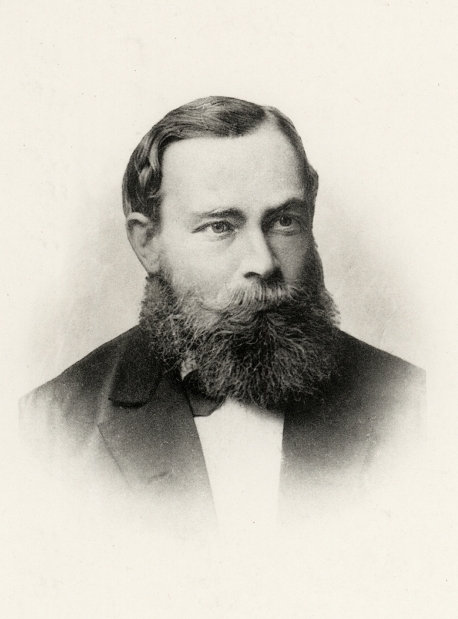
Gottlob Frege, około 1879

"Sens i nominat" (przekład Jerzego Pelca) lub "Sens i znaczenie" (w przekładzie Bogusława Wolniewicza) – rozprawa autorstwa Gottloba Fregego, opublikowana po raz pierwszy po niemiecku w 1892 roku w Zeitschrift für Philosophie und philosophische Kritik, NF 100, 1892, str. 25-50; (niem. Über Sinn und Bedeutung, ang. On sense and reference).
W tekście tym Frege wprowadził rozróżnienie między sensem a nominatem wyrażenia, które stanowią dwa różne aspekty znaczenia. "Nominatem" był dla Fregego przedmiot lub zjawisko wskazywane przez m.in. nazwy własne, "sensem" nazwy własnej natomiast to, co jest "uchwycone przez każdego, kto posiada wystarczającą znajomość języka [...] do jakiego ona należy; sens wyjaśnia jednak tylko jeden z aspektów nominatu, przy przyjęciu, że w ogóle istnieje jakiś nominat".
Rozróżnienie to było przedmiotem wielu dyskusji w filozofii języka oraz filozofii logiki, jednak ważne jest również w takich dziedzinach jak filozofia umysłu, etyka lub estetyka.